# Роберт Вестерхолт
Роберт Вестерхолт (на нидерландски: Robert Westerholt) е нидерландски рок музикант.
Най-известен е като китарист, беквокалист и съосновател на нидерландската метъл група Within Temptation. Заедно с вокалистката и негова приятелка Шарън ден Адел пише музика за групата.

## Биография
Роден е в (Waddinxveen), Нидерландия на 2 януари 1975 г. Преди да започне кариерата си с Within Temptation, работи като мениджър по човешки ресурси.
През 1992 г. Вестерхолт и бъдещият кийбордист на Within Temptation Мартейн Спиренбург основават групата The Circle и той започва да пише собствена музика. Първото демо на The Circle, озаглавено „Symphony No.1“, е завършено през декември 1992 г. До онзи момент групата има сформиран пълен състав, включващ Уестърхолт, Спиренбърг, басиста на Within Temptation Йерун ван Вин, Арян Грунедейк и Ернст ван Дер Лу, въпреки че не след дълго Ернст и Арян напускат групата. През 1995 г. в компилация, издадена чрез DSFA Records, са включени 2 песни на The Circle: „Broken Silence“ и „Frozen“. Скоро след това Вестерхолт напуска The Circle, а групата е преименувана на Voyage. Тя издава единствения си албум „Embrace“, в който Шарън ден Адел изпълнява песента „Frozen“.

### В Within Temptation
След напускането на The Circle Вестерхолт започва да пише нова музика за бъдещия проект с приятелката си Шарън ден Адел. Уестърхолт изпраща демозаписи на 2 песни: „Enter“ и „Candles“ на приятеля си от Voyage Йерун ван Вин, който скоро след това напуска групата и заедно с Михиел Папенхув се присъединява към новия проект на Роберт. Първият им барабанист е Рихард Вилемсе, който напуска и е заменен от Денис Лийфланг, с когото групата записва първото си демо. Той също напуска скоро след това, а на негово място идва Ивар де Граф. В интервю за списание Starfacts Вестерхолт признава „... ние винаги сме имали проблем с барабанистите, които напускат и се връщат отново“. През 1997 г. съставът на Within Temptation е окончателно завършен с Шарън ден Адел (вокали), Роберт Вестерхолт (китара и вокали), брат му Мартейн Вестерхолт (синтезатор), Йерун ван Вин (бас китара), Михиел Папенхув (китара) и Ивар де Граф (барабани). През същата година Within Temptation подписва с DSFA Records и издава първия си албум Enter.

### Други участия
През 1998 г. Вестерхолт, заедно с вокалиста на Orphanage Георг Устхук, има малко вокално участие като Смъртта в рок операта „Into the Electric Castle“ на Ayreon, където Шарън ден Адел изпълнява главна роля.

### Семейно положение
Роберт Вестерхолт и Шарън ден Адел имат 2 деца – Ева Луна (7 декември 2005) и Робин Айден (1 юни 2009) и очакват третото си дете през май 2011 г.